# Herta Anitaș
Herta Anitaș (1962. augusztus 18. –) olimpiai ezüstérmes román evezős.

## Pályafutása
Az 1988-as szöuli olimpián nyolcasban ezüst-, kormányos négyesben bronzérmet szerzett társaival. 1986-ban a nottinghami világbajnokságon nyolcasban bronzérmes lett.

## Sikerei, díjai
- Olimpiai játékok
  - ezüstérmes: 1988, Szöul (nyolcas)
  - bronzérmes: 1988, Szöul (kormányos négyes)
- Világbajnokság
  - bronzérmes: 1986 (kormányos négyes)